# Marilyn Cole
Marilyn Cole (5 de julio de 1949) es la Playmate del Mes de la revista Playboy en enero de 1972.  Fue el primer desnudo frontal en la revista en las páginas centrales.  También se convirtió en Playmate del año en 1973, la única de Briton en ostentar el título. Fue fotografiada por Alexas Urba.

## Carrera
Cole estaba trabajando por 12 libras a la semana en la oficina de combustible de la cooperativa Portsmouth cuando realizó una entrevista para ser Conejita de Playboy en el Club Playboy de Londres. Trabajó como conejita de 1971 a 1974, y tras unos días trabajando, fue descubierta por Victor Lownes y realizó una prueba de fotografía para la revista.
Apareció en la portada del álbum de Roxy Music, Stranded al haberse dado cuenta Bryan Ferry de ella después de ganar Playmate del Año. Previamente había aparecido en álbumes de Top of the Pops.

## Vida personal
Estuvo casada con el exejecutivo de Playboy Victor Lownes hasta su muerte en 2017, y ahora trabaja como periodista. Entre los asuntos sobre los que escribe, está el boxeo profesional, el cual comenzó a cubrir en 2000. Sus intereses incluyen el tango, el cual estudió con Paul Pellicoro, y es compañera del actor Brian Cox.

## Filmografía
- Playboy: 50 Years of Playmates (2004) (vídeo)
- Forty Minutes (1990) episodio de televisión
- V.I.P.-Schaukel (1972) episodio de televisión